# Hyla inframaculata
Hyla inframaculata är en groddjursart som beskrevs av George Albert Boulenger 1882. Hyla inframaculata ingår i släktet Hyla och familjen lövgrodor. IUCN kategoriserar arten globalt som otillräckligt studerad. Inga underarter finns listade i Catalogue of Life.